# Пасамакводи
Пасамакводи су алгонквински народ, који је пре контакта са Енглезима насељавао југоисток државе Мејн, најсевернији део данашње Нове Енглеске на североистоку САД и суседне делове канадске покрајине Њу Брансвик. Део су алгонквинске „Вабаначке конфедерације” коју чини пет чланица Западни и Источни Абенаки, Пасамокводи, Малисити и Микмаци.
„Пасамакводи Племе” из Мејна је савезно признато, док Пасамакводи у Канади немају статус прве нације, иако су политички организовани.

## Етимологија
Назив Пасамакводи је англизована пасамакводска реч пескотомукати, преименски облик (преименице су језичка карактеристика алгонквинских језика) речи Пескотомукат, њиховог аутонима. Пескотомукат буквално значи „онај који копљем лови бакаларе” или „они са места где је бакалар у изобиљу”, што одражава значај ове врсте рибе у њиховој култури. Рибу су ловили копљем, нису је пецали или ловили коришћењем мрежа. Залив Пасамакводи на који излазе и Мејн и Њу Брансвик, енглески досељеници су назвали по народу Пасамакводи.

## Историја
Пасамакводи су пре контакта са Европљанима своју историју преносили усменим предањима и гравурама на брезовој кори. Насељавали су приобална подручја уз залив Фанди, залив Пасамакводи и Мејнски Залив, и подручја око реке Сен Кроа и њених притока. Били су полуномадски народ. Лети су се окупљали на обали и острвима, а основни извор хране били су им плодови мора, укључујући морске сисаре, мекушце, ракове и рибе. Зими су се делили на мање групе које су се селиле у унутрашњост. У ова доба године основни извор хране им је била дивљач коју су ловили.
У колонијално доба Англоамерички досељеници су у више наврата потискивали Пасамакводе са њихове земље. Након што су Сједињене Америчке Државе стекле независност од Велике Британије, земља Пасамаквода је званично ограничена на два резервата, од којих је један и данас постојећи „Резерват Индијански град”, на истоку округа Вашингтон у Мејну 45° 15′ 57″ N 67° 36′ 43″ W / 45.26583° С; 67.61194° З. Површина резервата је 97 km², а број становника према попису из 2010. је 718 људи. Други мањи резерват је Пасамакводи Плез`нт Појнт, такође на истоку округа Вашингтон, који има површину од 1,3 km² и 749 становника према попису из 2010.
Пасамакводи су такође живели на повереној земљи (земља у трасту) изван резервата у пет округа Мејна. Ове земље су по површини скоро четири пута веће од величине 2 резервата. Налазе се у северном и западном делу округа Самерсет, на северу округа Френклин, североистоку округа Хенкок, западном делу округа Вашингтон и неколико локација у источном и западном делу округа Пенобскот. Укупна површина ових подручја је 373,89 km². Од пописа 2000, ниједан становник није живео на овој повереној земљи.
Пасамакводи такође живе у округу Шарлот у канадској покрајини Њу Брансвик, где имају поглавицу и владу. Они у Канади воде спор око власништва над земљом, али немају правни статус прве нације. Део Пасамаквода и даље тражи повратак земље која данас припада граду Сент Ендрјузу, на коме су се налазили њихова престоница Конаскамкук и градско гробље.

## Становништво и језик
Укупна популација Пасамаквода је око 3.576 људи. Око 500 људи, од којих је већина старија од 50 година, говори пасамакводским дијалектом малиситско-пасамакводског језика. Овим језиком (малиситским дијалектом) такође говори суседни сродни народ Малисит. Овај језик припада алгонквинској грани алгијских језика. Универзитет у Мејну је 2008. објавио свеобухватни Речник пасамакводског језика. На интернету постоји пасамакводско-малиситски језички портал, на коме постоји велики број видео записа, титлованих на енглеском и пасамакводском, на којима на пасамакводском језику разговарају људи којима је он матерњи језик. Већина Пасамаквода говори енглеским као матерњим језиком.
Иако су Пасамакводи у Канади малобројнији од својих сународника у Мејну, они имају своју владу и поглавицу Хјуа Акагија. Већина канадских Пасамаквода говори француски и енглески. Канадска влада их не признаје као прву нацију. Ипак 2004. поглавица Акаги је добио овлашћење да представља Пасамакводе на догађају којим је обележена 400. годишњица француског насељавања острва Сент Кроа (први француски покушај трајног насељавања у Новом свету). Ово указује на то да је влада донекле признала племе и да је постигнут напредак у формалном признању.

## Посебан политички статус у Мејну
Пасамакводи, заједно са суседним Пенобскотима, имају посебан политички статус у америчкој држави Мејн. И једни и други могу да пошаљу свог представника који нема право гласа у Представнички дом Мејна. Иако ови представници не могу гласати, они могу заговарати доношење било ког закона који се односи на америчке Индијанце.